# Pio Monte della Misericordia

Der Pio Monte della Misericordia (italienisch wörtlich: „Frommer Berg der Barmherzigkeit“) ist eine wohltätige Institution und ein historischer Gebäudekomplex in Neapel an der Piazza Riario Sforza, längs des Decumano maggiore.
Die dazugehörige Kirche ist u. a. wegen Caravaggios Gemälde Die sieben Werke der Barmherzigkeit berühmt. Im ersten Stockwerk gibt es außerdem ein historisches Archiv und eines der bedeutendsten Museen der Stadt, die Quadreria del Pio Monte della Misericordia (Bildersammlung des Pio Monte della Misericordia).

## Geschichte

### Gründung und Statuten (Anfang 17. Jahrhundert)
Der Pio Monte wurde von sieben Neapolitanern gegründet, die sich ab 1601 regelmäßig im Ospedale degli Incurabili trafen, um auf eigene Kosten ein Programm zur Speisung der Kranken ins Leben zu rufen. Ihre Namen waren: Cesare Sersale, Giovan Andrea Gambacorta, Girolamo Lagni, Astorgio Agnese, Giovan Battista d’Alessandro, Giovan Vincenzo Piscicelli und Giovanni Battista Manso
Mit der Zeit wuchsen sowohl die wohltätigen Aufgaben, als auch das zur Verfügung stehende Kapital, das bald 6.328 Dukaten betrug.
So wurde 1602 der Pio Monte della Misericordia gegründet, als Institution, die sich um Verwaltung und Verteilung der Ressourcen kümmerte und barmherzige Aktivitäten organisierte. Dazu gehörten:
Hilfe und Unterstützung für Arme und Bedürftige, für Kranke und Gefangene, Bewirtung und Gastfreundschaft von Pilgern, Befreiung von Menschen, die wegen Schulden im Gefängnis saßen, Befreiung christlicher Sklaven aus Sklaverei und Gefangenschaft durch islamische Berber o. ä.
1603 wurden die Statuten des Pio Monte erlassen, mit Bewilligung des Vizekönigs Giovanni Alfonso Pimentel de Herrera und später auch der offiziellen Unterstützung durch Papst Paul V. (1605). Sie bestanden aus 33 Artikeln, den sogenannten Capitolazioni. Von Anfang an lag die Finanzierung ausschließlich in den Händen von Laien.

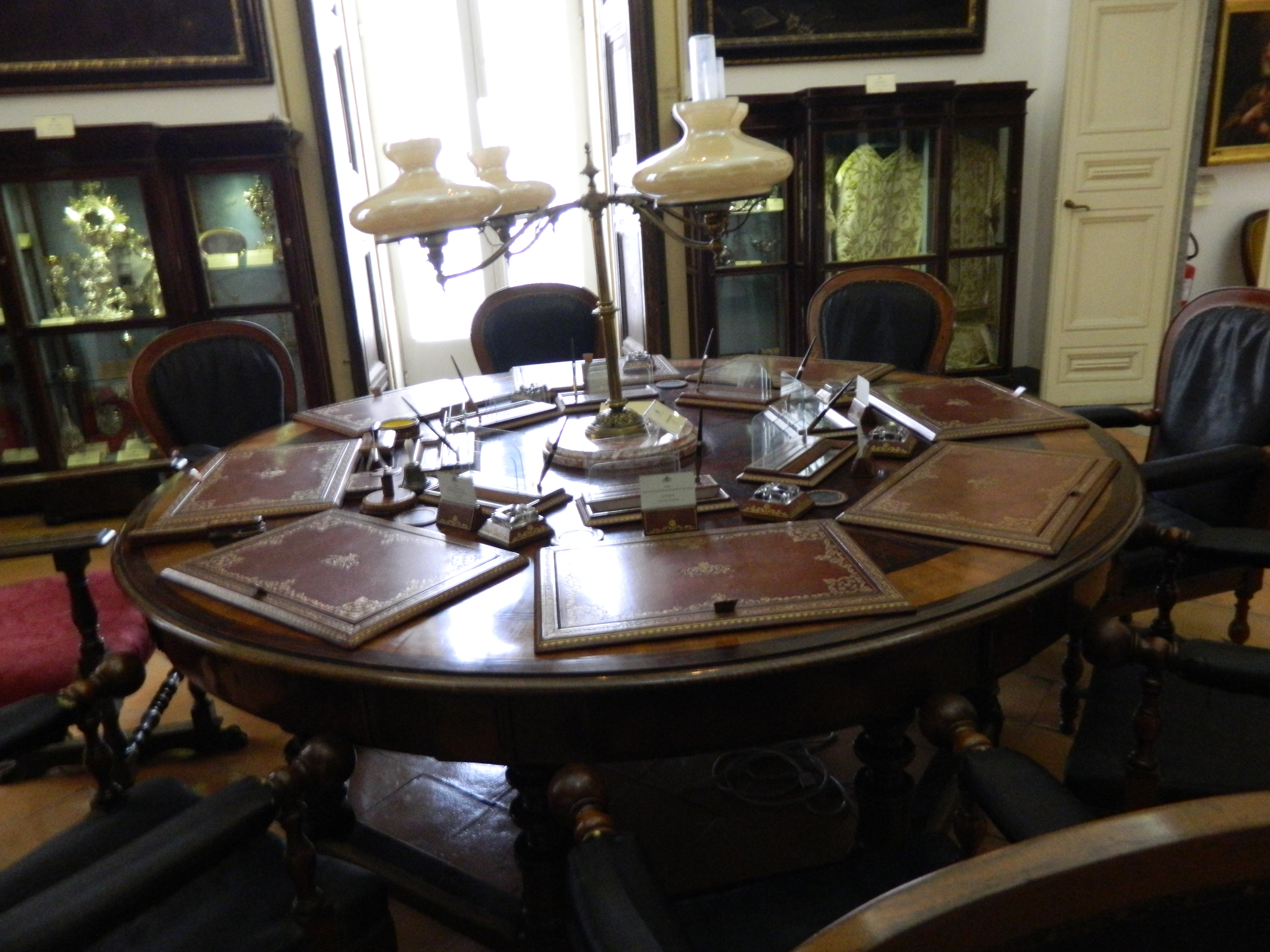
Der neue runde Tisch in der Sala del Governo, der den heptagonalen Tisch aus dem 17. Jahrhundert ersetzt

Alle dreieinhalb Jahre wurden sieben Governatori (Leiter) gewählt, die aus dem Adel stammten und mindestens 25 Jahre alt sein mussten. Um eine möglichst gute Leitung zu garantieren, war in den Capitolazioni eine Art „Rollsystem“ festgelegt, nach welchem die Governatori jedes halbe Jahr ein anderes Aufgabengebiet zu betreuen hatten, die den sieben leiblichen Werken der Barmherzigkeit entsprachen, z. B. Begräbnis der Toten, Gefangene besuchen, Gefangene auslösen, den Armen helfen, den Fremden (oder Pilgern) eine Unterkunft geben, – nicht zuletzt aber auch die Verwaltung des Kapitalfonds des Pio Monte. Im Versammlungsraum gab es sogar einen siebeneckigen Tisch, wo an jeder Seite das biblische Motto des Pio Monte Fluent ad eum omnes gentes (aus Jesaia) eingraviert war, und Intarsien mit Bildern der sieben Werke der Barmherzigkeit. Immer nach einem halben Jahr rückten die Governatori einen Platz weiter, damit am Ende jeder einmal alle Aufgaben erfüllt hatte.
Obwohl der Pio Monte aus einer Laienbewegung hervorging, gab es auch eine Zusammenarbeit mit dem Orden der Jesuiten, für die mehrfach Geld für die Errichtung diverser Bauten bereitgestellt wurde. In den 1620er Jahren war die Organisation auch in Ischia, im Gebiet Casamicciola, aktiv, wo man unter der Leitung von Conforto ein Hospiz errichten ließ, das bis zu 300 Arme jährlich aufnehmen konnte.

### Das erste Gebäude von Conforto (1. Hälfte 17. Jahrhundert)

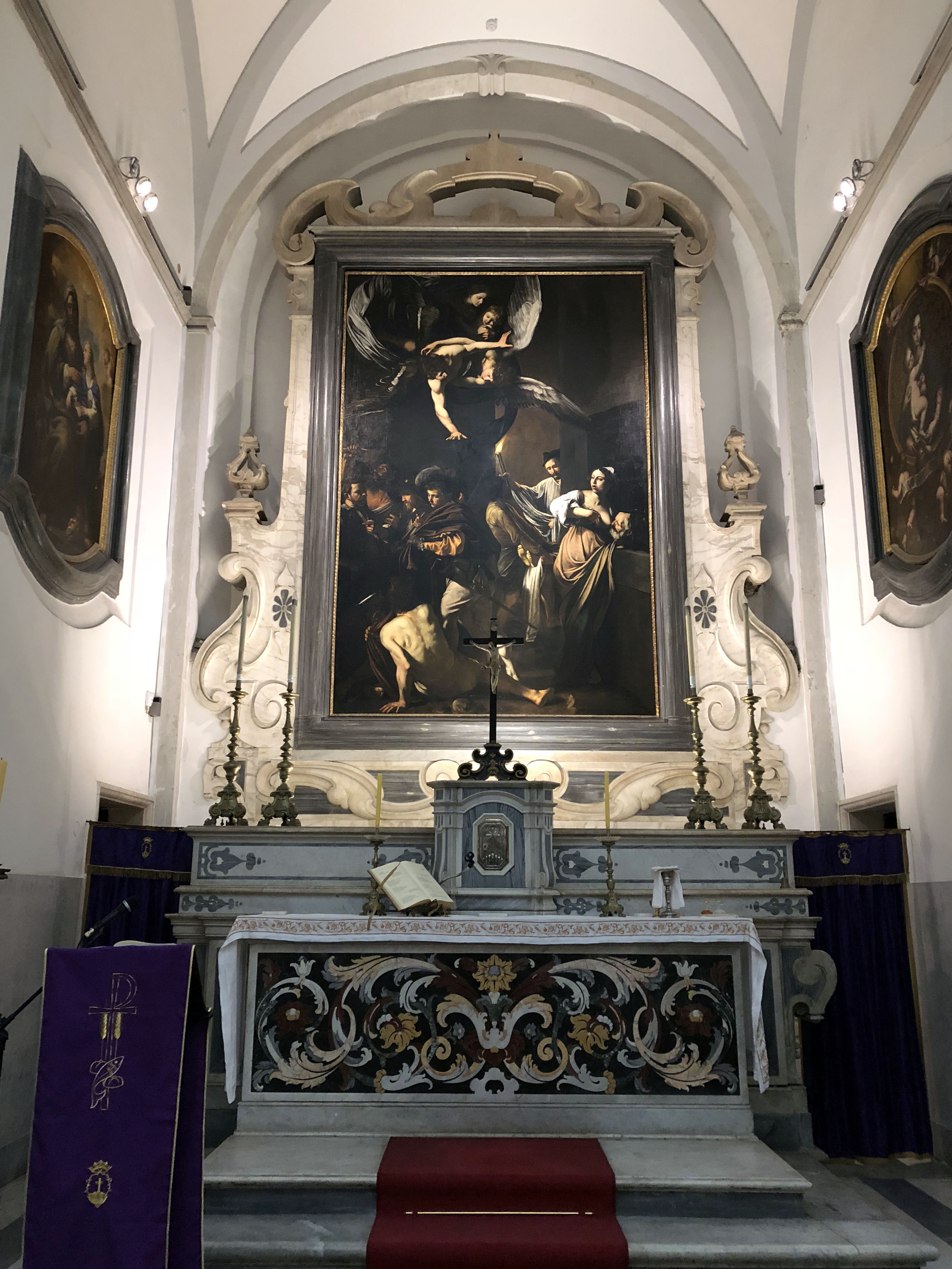
Hochaltar mit den „Sieben Werken der Barmherzigkeit“ von Caravaggio

Ursprünglich befand sich der erste Sitz des Pio Monte in einer Kirche, die 1607 bis 1621 von Giovan Giacomo di Conforto erbaut worden war, der dafür 25 Dukaten erhielt. Das genaue Aussehen dieses Bauwerks ist nicht bekannt, aber aus einem Stadtplan von Alessandro Baratta aus der Mitte des 17. Jahrhunderts lässt sich schließen, dass es rechteckig war und wesentlich kleiner als der aktuelle Palazzo.
1607 erhielt Caravaggio den Auftrag, für das Presbyterium der Kirche die sieben Werke der Barmherzigkeit zu malen und erhielt für das fertige Bild 400 Dukaten. Das Bild gefiel den Governatori des Pio Monte derart, dass sie 1613 bestimmten, dass es immer in der Kapelle bleiben sollte, für die es bestimmt war, und dass es nicht verkauft werden dürfe. Auch das Kopieren oder Reproduzieren des Bildes war verboten. Die Ausstattung der Kirche mit weiteren Altarbildern zog sich noch bis in die zweite Hälfte des 17. Jahrhunderts hin, an ihr waren u. a. Fabrizio Santafede, Battistello Caracciolo und Giovanni Bernardo Azzolino beteiligt.

### Neubau durch Picchiatti (2. Hälfte 17. Jahrhundert)
Da das Gebäude bald für die gewachsenen Ansprüche zu klein wurde, ließ man 1653 die erste Kirche abreißen. Zwischen 1658 und 1678 erfolgte ein kompletter Neubau in größerer Form, wozu man mehrere Nachbargrundstücke angekauft hatte. Für das neue Projekt war zunächst Cosimo Fanzago vorgesehen, der jedoch wegen zu vieler anderer Aufgaben ablehnte, daher fiel die Wahl auf den Architekten Francesco Antonio Picchiatti, dem das Gebäude sein heutiges Aussehen verdankt.
1666 wurde die Kuppel der Kirche fertiggestellt. Der Skulpturenschmuck der Fassade, im Treppenhaus und die Weihwasserbecken schuf Andrea Falcone, der von 1668 bis 1671 zusammen mit Pietro Pelliccia auch die Balustraden und den Marmordekor der Altäre realisierte. 1671 erhielt Luca Giordano für seine Grablegung Christi ein Gehalt von 200 Dukaten. 1678 bis 1680 beendete Bonaventura Presti, ein Schüler von Picchiatti, die Säle im dritten Stock.
Zu Beginn des 18. Jahrhunderts bis etwa 1720 wurde das Gebäude von Giovanni Battista Manni restauriert; andere Arbeiten fanden 1763 statt.
1914 erließ der Pio Monte ein absolutes Verbot betreff der Entäußerung seiner Kunstwerke, und 1973 wurde unter dem Oberintendanten Tommaso Leonetti, Graf von Santo Janni, die Bildergalerie eingerichtet (Quadreria del Pio Monte della Misericordia). Schließlich wurde 2005 im Gebäude ein Museum eingerichtet, mit einem Rundgang durch die Kirche und die Säle des ersten Stockwerks, wo sich das Archiv und die Gemäldesammlung befinden.
Auch heute noch ist der Pio Monte della Misericordia im Wohltätigkeitsbereich aktiv und unterstützt verschiedene lokale Einrichtungen; die Kirche ist nach wie vor geweiht und dient religiösen Zwecken.

## Plan des Complesso del Pio Monte
| 1. Allegorie, Andrea Falcone (1666); 2. Eingang zur Kirche; 3. Madonna der Barmherzigkeit, Andrea Falcone (1666); 4. Eingang zum Complesso del Pio Monte; 5. Allegorie, Andrea Falcone (1666); 6. Christus und die Ehebrecherin, Luca Giordano (ca. 1660); 7. Befreiung des heiligen Petrus, Battistello Caracciolo (1615); 8. Grablegung Christi, Luca Giordano (1671); 9. Petrus heilt Tabitha, Fabrizio Santafede (1611); 10. Die sieben Werke der Barmherzigkeit, Caravaggio (1607); Heilige Anna, Giacomo De Castro (um 1665, Seitenwand); Madonna della Purità, Andrea Malinconico (ca. 1670, Seitenwand); 11. Der gute Samariter, Giovanni Vincenzo da Forlì (1607–08); 12. Jesus im Hause von Marta und Maria, Fabrizio Santafede (1612); 13. San Paolino befreit einen Sklaven, Giovanni Bernardo Azzolino (1626–30); 14. Treppe zu den oberen Geschossen des Complesso; 15. König David, Andrea Falcone (1674–75); 16. Innenhof. | Plan |

## Die Kirche (Chiesa del Pio Monte)

### Äußeres

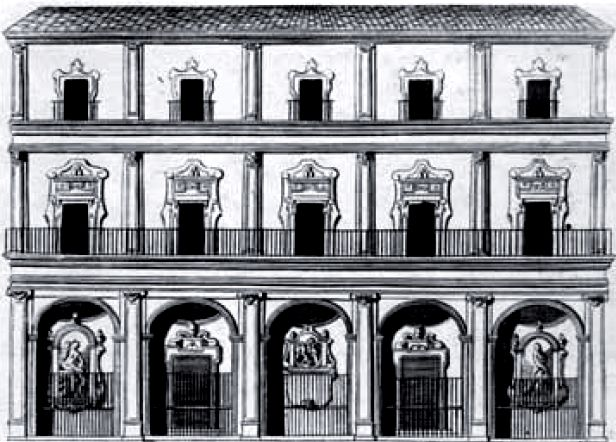
Fassade des Palazzo in einem Kupferstich von 1718

Der Palazzo des Pio Monte erhebt sich nur wenige Meter von der Treppe, die zum rechten Seitenschiff der Kathedrale führt, gegenüber der Cappella del Tesoro di San Gennaro und der Guglia di San Gennaro.

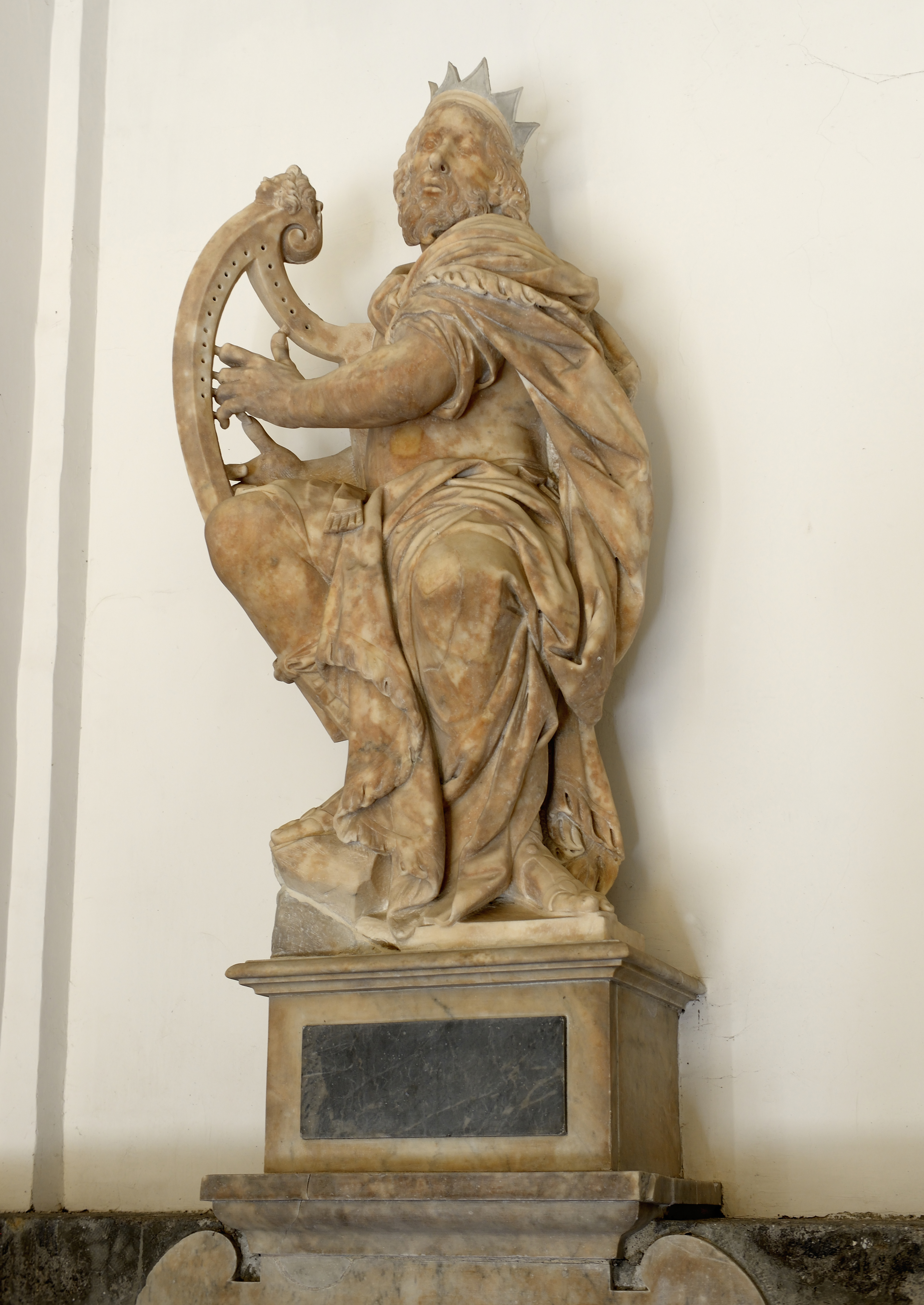
König David von Falcone auf der Treppe

Die Kirche befindet sich innerhalb des Gebäudes und ist nach außen nicht durch eine eigene Fassade gekennzeichnet. Die Palastfassade ist dreigeschossig, im Erdgeschoss ist ein eleganter Portikus aus Piperno mit fünf Arkaden und ionischen Pilastern vorgeblendet, ein Werk von Salomone Rapi. Auf einem Fries auf der Höhe des ersten Stockwerks ist das lateinische Motto des Pio Monte angebracht: «Fluent ad eum omnes gentes», ein biblischer Vers aus Jesaia; die Pilaster sind hier von korinthischer Ordnung, die Kapitelle im Obergeschoss darüber von kompositer Ordnung.
Die Wand innerhalb des Portikus ist mit einigen Statuen dekoriert, in der mittleren Arkade befindet sich die Madonna der Barmherzigkeit, Die beiden allegorischen Figuren in den beiden äußeren Nischen, hinter der ersten und fünften Arkade, stellen Werke der Nächstenliebe dar. Alle drei Figuren stammen von Andrea Falcone, Sohn des berühmteren Aniello, möglicherweise nach Entwürfen von Cosimo Fanzago.
Der Eingang zur Kirche befindet sich hinter der vierten Arkade von links, das Portal der zweiten Arkade (von links) führt ins Innere des Palazzo, mit einem Atrium und dem Innenhof mit einem Brunnen aus dem 17. Jahrhundert (aus Piperno). Der erste Treppenabsatz ist mit Andrea Falcones Statue König David geschmückt.

### Innenraum

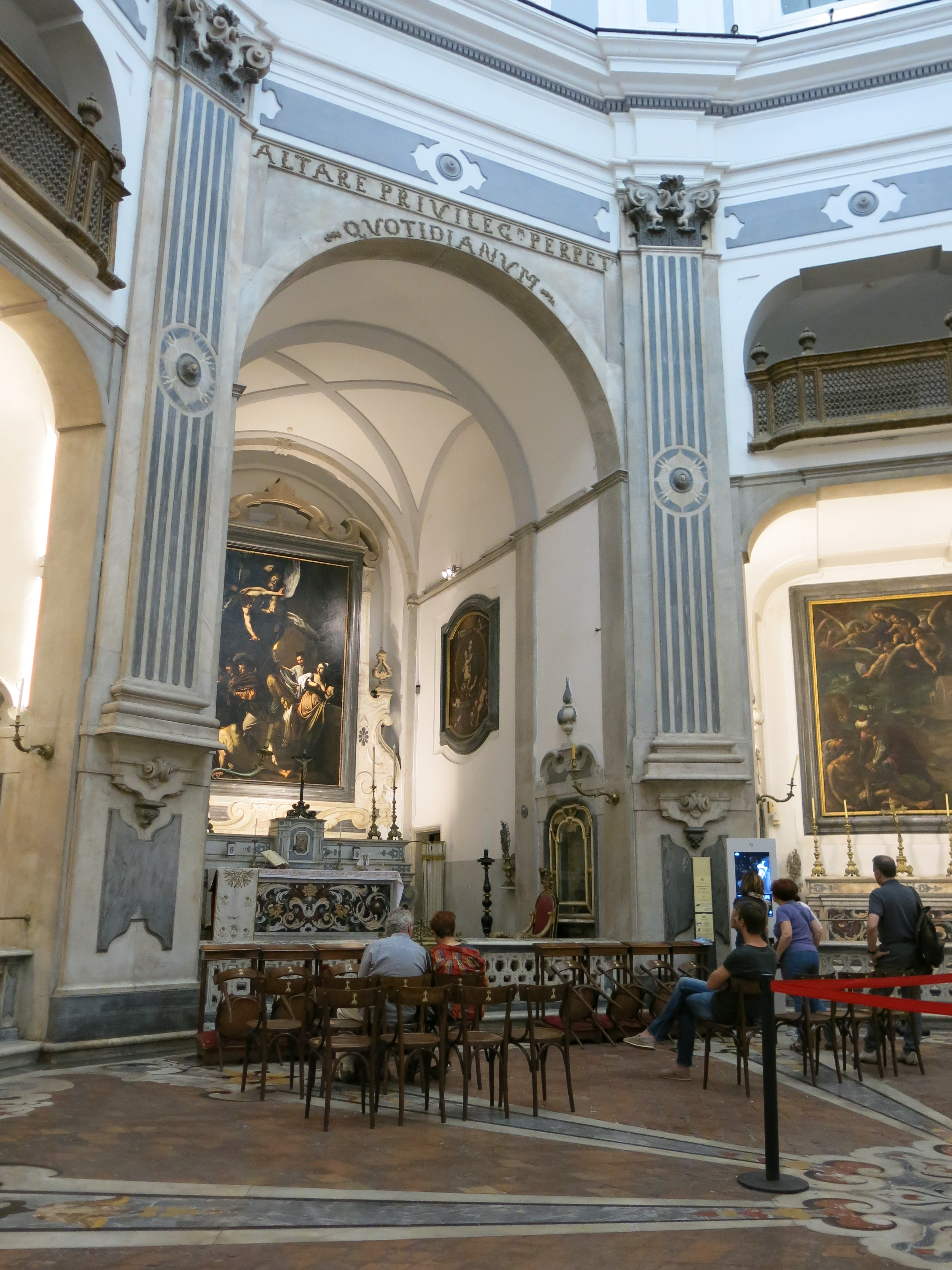
Inneres der Kirche

Der Kirchenraum ist von schlichter Eleganz und Harmonie: ein Oktogon mit einer lichterfüllten Kuppel, einem Hauptaltar und sechs Seitenkapellen. Farblich dominieren die Farben weiß und grau, die Wände sind dezent mit Marmor und Stuck verziert.
Das Presbyterium und die sechs Seitenkapellen werden durch Balustraden gegen den Hauptraum abgegrenzt, Altäre und Marmordekor stammen von Andrea Falcone und Pietro Pelliccia. Die Kapellen sind kreuzförmig organisiert: es gibt drei größere Hauptkapellen (das Presbyterium gegenüber dem Eingang und zwei Seitenkapellen) und schräg dazu in den Ecken vier kleinere und niedrigere Kapellen; über den letzteren befinden sich kleine Balkons mit Gittern, durch die man vom ersten Stockwerk in die Kirche sehen kann. Form und Geometrie des Raumes erinnern insgesamt an die nahegelegene Cappella del Tesoro di San Gennaro, die 1608 nach Plänen von Francesco Grimaldi geschaffen worden war.

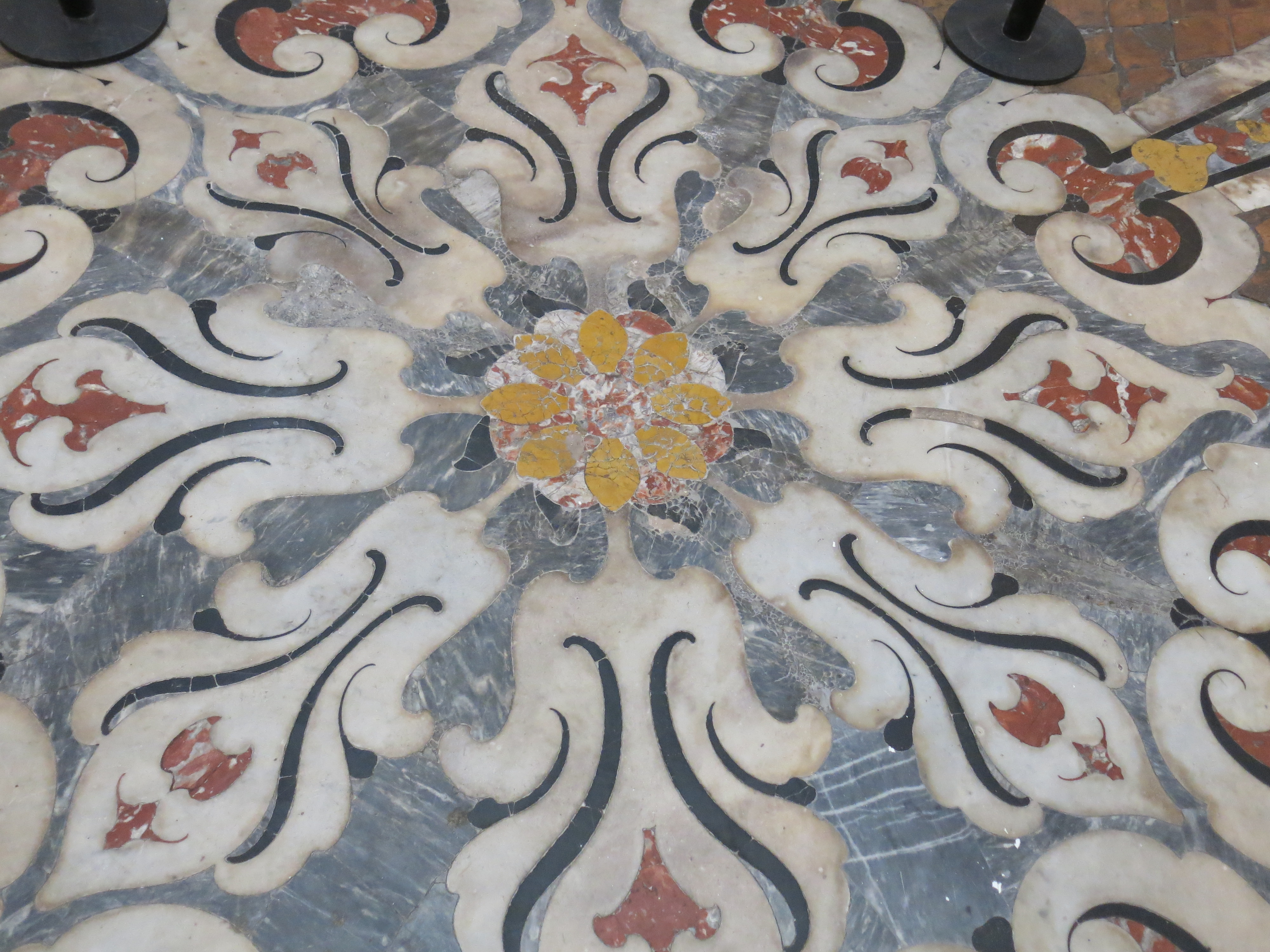
Detail des Marmorfußbodens

Von sehr dekorativer Wirkung ist der Fußboden aus Kacheln und polychromem Marmor – ebenfalls ein Werk von Falcone, der auch die beiden Weihwasserbecken nach Entwürfen von Picchiatti schuf.
Das Presbyterium wird dominiert von Caravaggios 1607 geschaffenem großem Gemälde Die Sieben Werke der Barmherzigkeit; daneben an den Seitenwänden eine Heilige Anna von Giacomo Di Castro (ca. 1665) und eine Madonna della Purità von Andrea Malinconico (1670).
Gegenüber davon, über dem Eingangsportal, befindet sich eine getreue Kopie von Luca Giordanos Christus und die Ehebrecherin (ca. 1660).

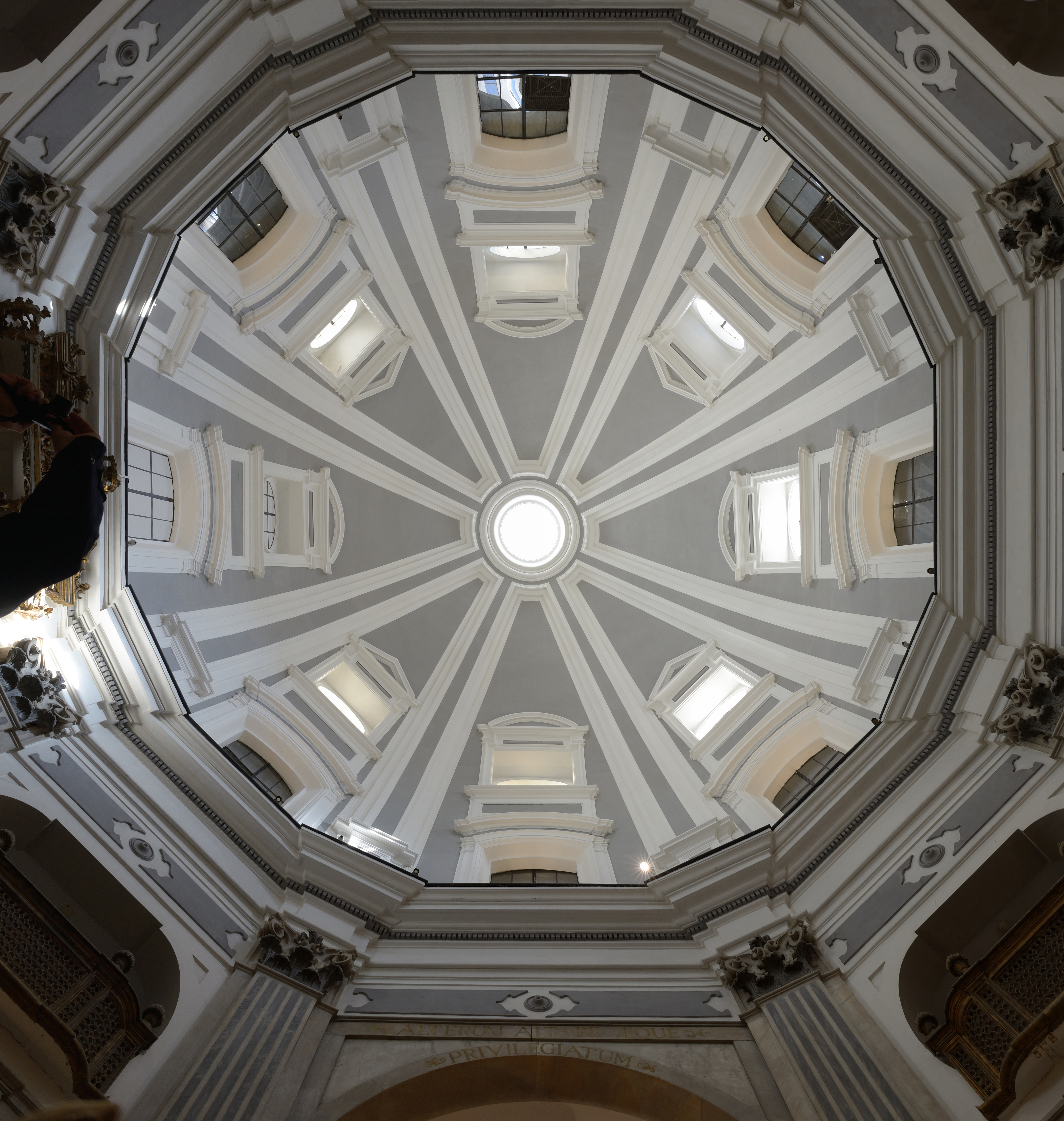
Inneres der Kuppel

Die Altarbilder der Seitenkapellen stellen Szenen aus den Evangelien dar, die ebenfalls als einzelne Allegorien für Werke der Barmherzigkeit dienen. Auf der rechten Seite befinden sich: in der ersten Kapelle San Paolino befreit einen Sklaven (1626–1630) von Giovanni Bernardino Azzolino (= Befreiung der Gefangenen); es folgt Fabrizio Santafedes Christus im Haus von Marta und Maria (1612) (= Gastfreundschaft für Pilger und Fremde); schließlich Der gute Samariter (1607–1608) von Giovanni Vincenzo Forlì (= Hilfe für die Kranken).
Auf der linken Seite folgen: in der ersten Kapelle die Befreiung des heiligen Petrus (1615) von Battistello Caracciolo (= Befreiung der Gefangenen); die Grablegung Christi (1671) von Luca Giordano (= Begräbnis der Toten); und zuletzt Petrus erweckt Tabitha von den Toten (1611) von Fabrizio Santafede (= den Hungrigen zu essen, den Durstigen zu trinken geben, den Nackten Kleidung geben).

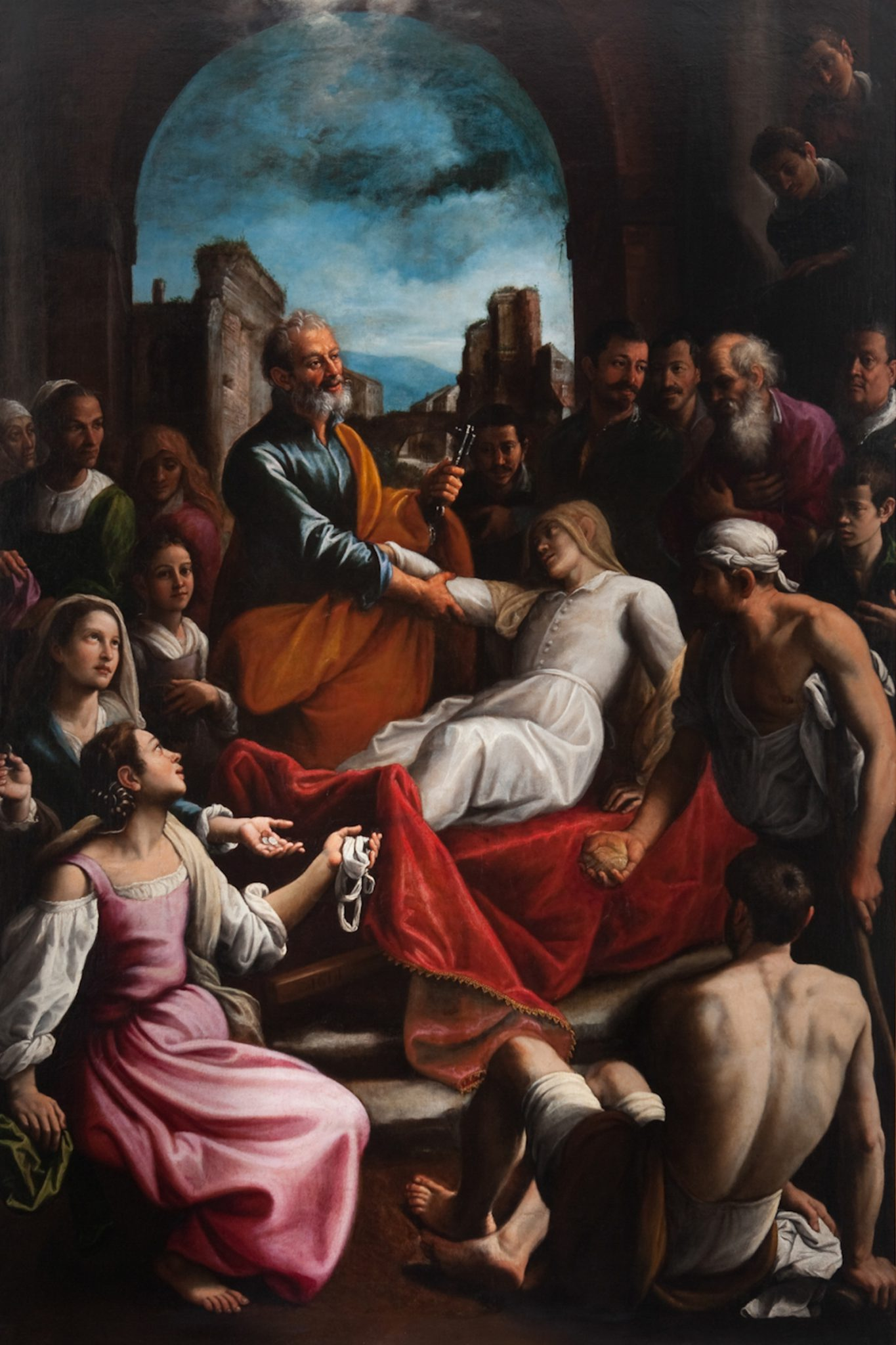
Fabrizio Santafede: Petrus erweckt Tabitha von den Toten (1611)
Fabrizio Santafede: Christus im Haus von Maria und Martha, 310 × 210 cm (1612)
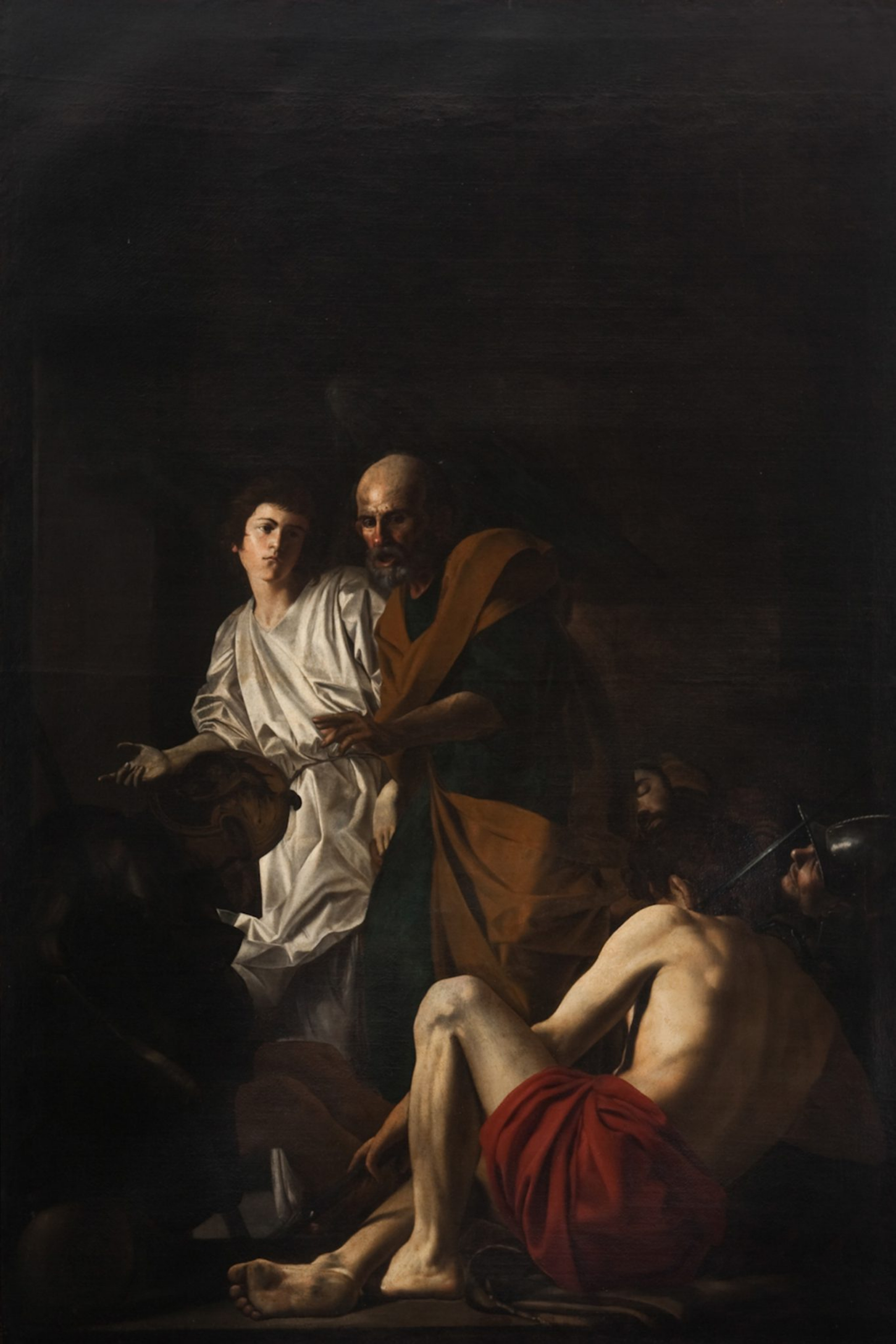
Battistello Caracciolo: Befreiung des heiligen Petrus (1615)

## Gemäldegalerie
Die Galerie der Quadreria del Pio Monte della Misericordia ist im Besitz von 140 Bildern, von denen etwa 122 ausgestellt sind. Es handelt sich um Werke aus dem 16. bis 19. Jahrhundert, die meistens als Schenkung in den Besitz des Pio Monte übergingen, wie z. B. ein Teil der Gemäldesammlung des Malers Francesco De Mura, der dem Pio Monte bei seinem Tode ursprünglich 180 Bilder vermachte, aus deren Verkaufserlös mildtätige Werke unterstützt werden sollten. Andere wichtige Kunstwerke stammen aus Schenkungen von Gennaro Marciano (1802) und von Maria Sofia Capece Galeota (1933).
Im Museum sind darüber hinaus Paramente des 17. und 18. Jahrhunderts ausgestellt, sowie andere Werke der angewandten Kunst, Dokumente des Archivs und Originalmobiliar, darunter der oben beschriebene siebenseitige Tisch, der bei den Versammlungen der Governatori verwendet wurde. In der Sala del coretto gibt es außerdem einen „Schein-Schrank“, hinter dem sich eine Öffnung verbirgt, von der aus die Governatori ungesehen ihr Lieblingsbild von Caravaggio auf dem Hauptaltar bewundern konnten.

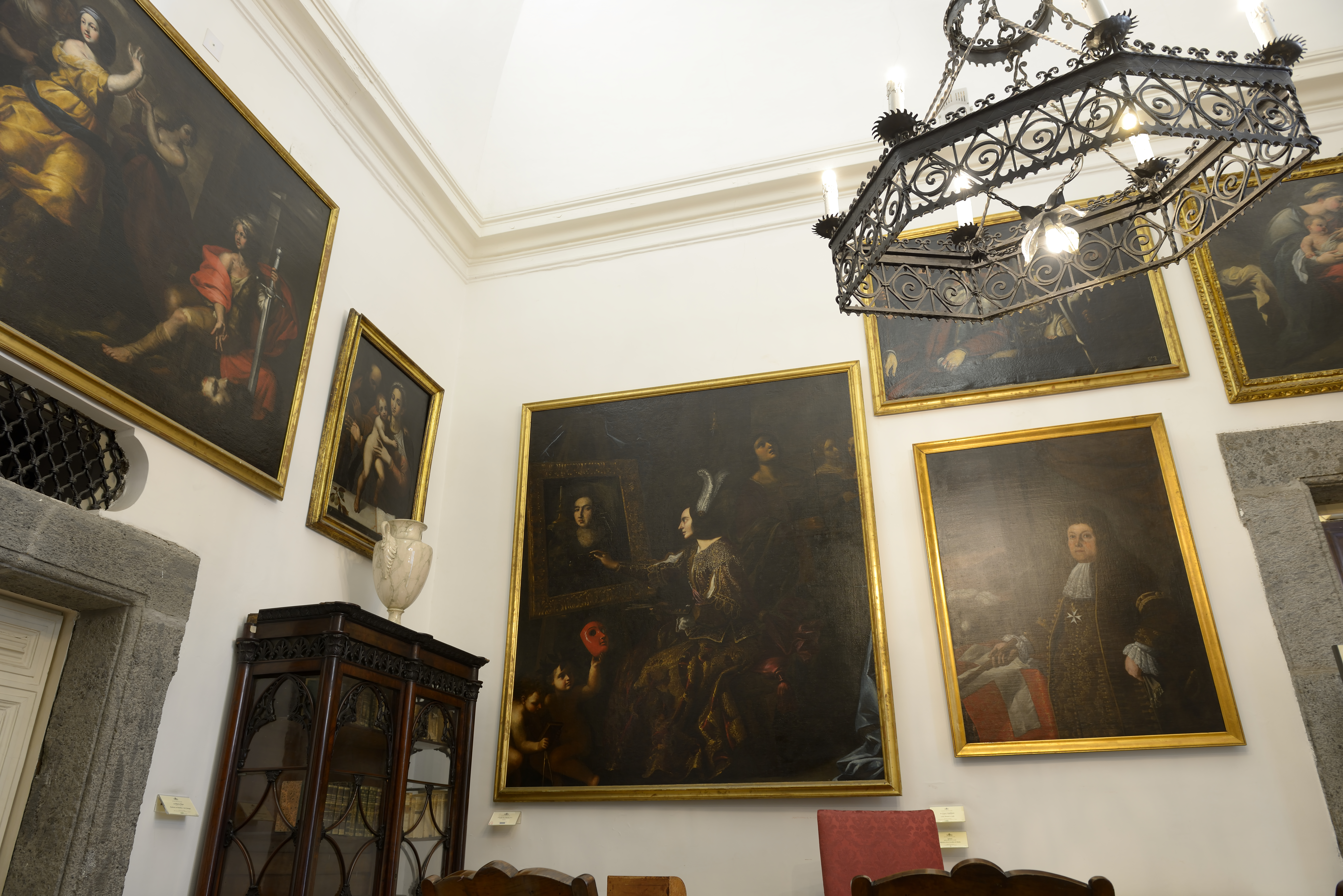
Raum des Museums mit der Vanitas von Niccolo De Simone (1677)

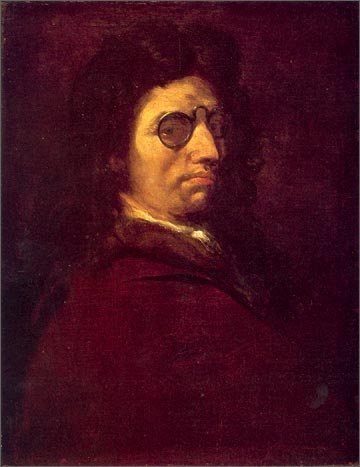
Selbstporträt von Luca Giordano, ca. 1692
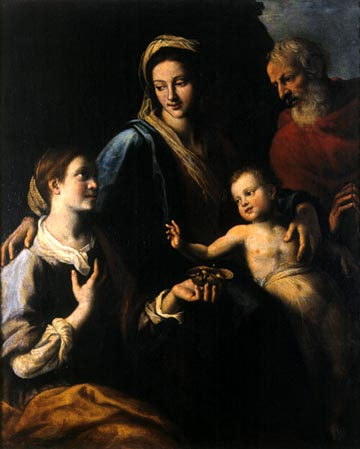
Fabrizio Santafede: Madonna mit Christuskind, Johannes dem Täufer und der heiligen Lucia

## Bibliothek und historisches Archiv
Die Bibliothek des Pio Monte entstand gleichzeitig mit der Gründung der Institution, sie speiste sich aus Schenkungen und testamentarischen Hinterlassenschaften und enthält 17.000 Bände, vor allem Bücher über Geschichte, Heraldik und Kunstgeschichte.
Das Archiv ist eines der bedeutendsten von Neapel und zählt zu seinen Schätzen alle Dokumente der Gründung und Geschichte des Pio Monte, einschließlich der Verträge mit den Künstlern und Architekten der Kirche. Hier befindet sich auch das obenerwähnte Testament von Francesco De Mura von 1782, in welchem er dem Pio Monte seine Gemäldesammlung vermachte.

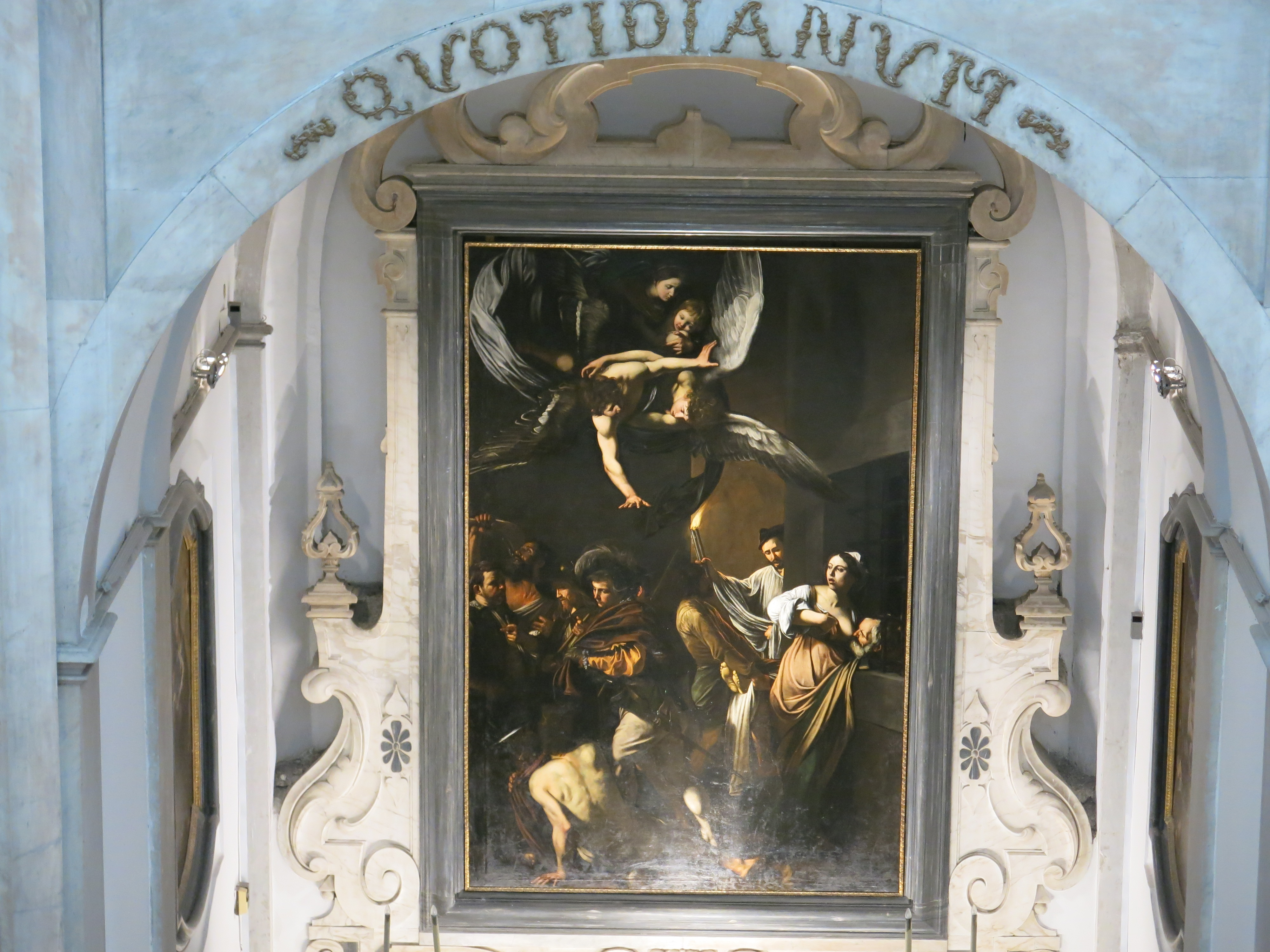
Blick vom oberen Balkon auf den Hauptaltar mit Caravaggios Altarbild